# Hydroides plateni
Hydroides plateni är en ringmaskart som först beskrevs av Johan Gustaf Hjalmar Kinberg 1867.  Hydroides plateni ingår i släktet Hydroides och familjen Serpulidae. Inga underarter finns listade i Catalogue of Life.